# Ратнавали
«Ратнавали» («Жемчужное ожерелье») — древнеиндийская драма (натика[что?]) на санскрите в четырёх действиях. Повествует о взаимной любви прекрасной царевны Шри-Ланки по имени Ратнавали и царя страны ватсов Удаяны. Авторство приписывается североиндийскому правителю Харше (606—648 гг. н. э.). В этом произведении находится одно из первых письменных упоминаний празднования Холи, «фестиваля красок».

## Основные персонажи
| - Удаяна (ака Ватсараджа) — главный герой, царь Каушамби - Ратнавали (Сагарика) — главная героиня, дочь царя Викрамабаху - Васавадатта — царица, первая жена Удаяны - Сусангата — лучшая подруга Сагарики - Васантака (Видусака) — брахман, спутник и шут Удаяны - Яугандхараяна- первый министр Каушамби | - Викрамабаху — царь Симхалы - Виджаяверма — верховный главнокомандующий царя - Бабравья — царский ключник - Васубхути — министр Викрамабаху - Айндраджалика — маг - Медхавини (Сарика) — говорящая птица |

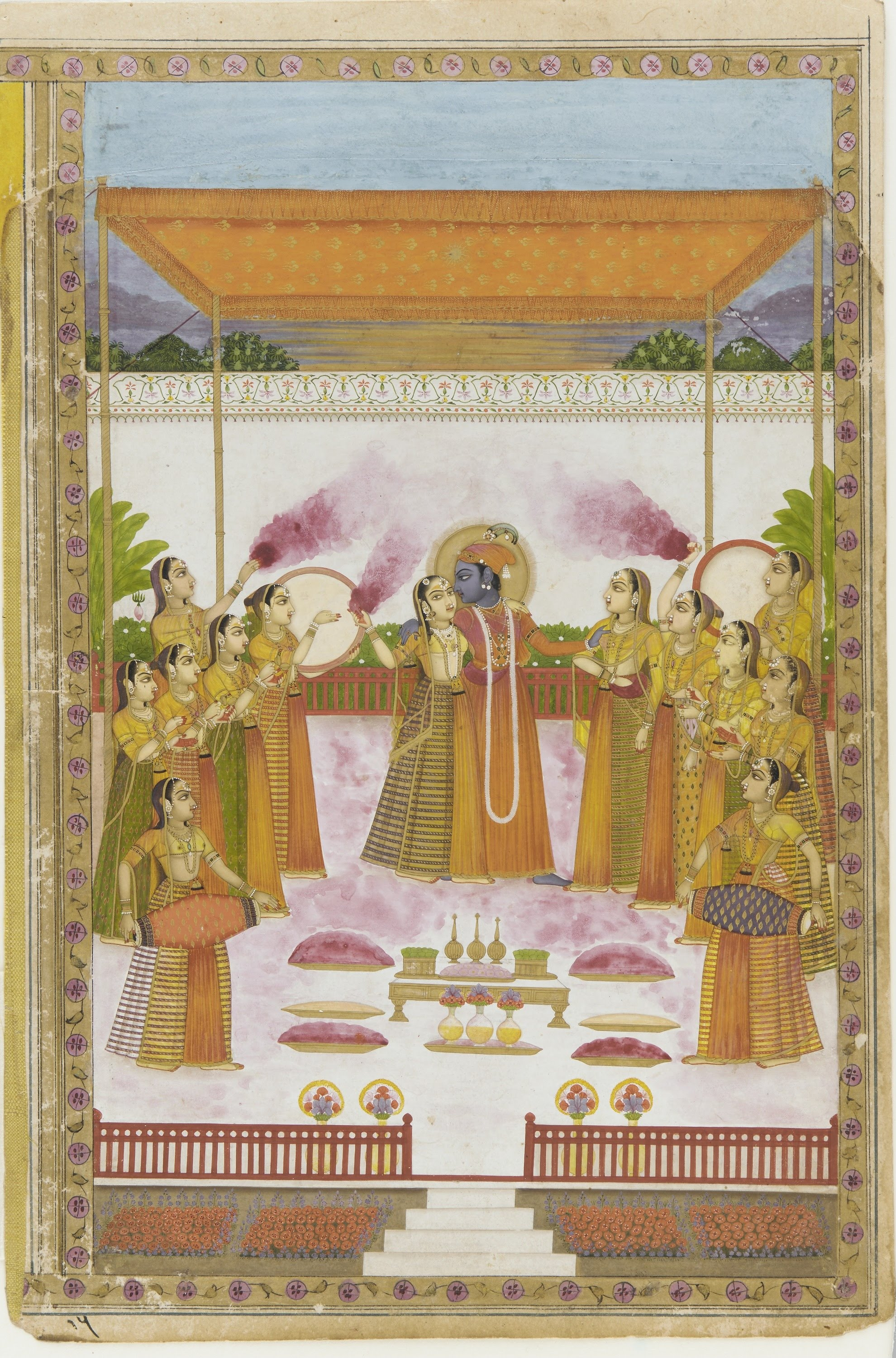
Возлюблённые (Кришна и Радха) отмечают Холи

## Краткий обзор
Проницательный министр Яугандхараяна планирует брак Удаяны с Ратнавали, дочерью царя Викрамабаху. Этот план мотивирован предсказанием мудрецов о том, что человек, который женится на Ратнавали станет владыкой мира, Императором («Сарвабхаума»). Но Удаяна уже женат на Васавадатте, которая приходится Викрамабаху племянницей. Естественно, что Викрамабаху отвергает план Яугандхараяны, опасаясь оскорбить чувства Васавадатты. Тогда Яугандхараяна распространяет слух, что Васавадатта погибла вследствие пожара в Лаванаке. Поверив этому, Викрамабаху соглашается на брак своей дочери с Удаяной. Брак проходит с большим великолепием, но из-за местного обычая, жених и невеста не видят лица друг друга во время свадебной церемонии, а могут открыться только после достижения ими страны жениха — Каушамби. Таким образом, после бракосочетания, пара сопровождается в Каушамби на корабле. К сожалению, корабль потерпел крушение на пути. Удаяна спасён и возвращается в Каушамби. Ратнавали, отдельно от Удаяны, подобрана одним купцом на берегу, и привезена им в Каушамби. Яугандхараяна отдаёт Ратнавали на попечение царицы Васавадатты под именем Сагарики (от санскритского «сагара» — «океан»), запретив пока раскрывать своё происхождение.
Однажды, на фестивале Холи в честь бога любви Камы, Сагарика видит Удаяну, не зная, что это её муж. Она изумлена его красотой, и влюбляется с первого взгляда. Удалившись в банановую рощу, Сагарика находит себе занятия в написании портрета Удаяны и в фантазиях о нём. Проницательная подруга Сагарики Сусангата находит её, берёт портрет в руки и дорисовывает рядом с Удаяной изображение Сагарики, выудив от подруги признание в любви к Удаяне. Этот разговор также слышит говорящая птица Сарика. Неожиданно начинается паника, из-за сбежавшей разъярённой обезьяны, и девушки в страхе убегают, выронив в суматохе рисовальную дощечку. Через некоторое время, в рощу входят царь и его шут, вдруг птица Сарика воспроизводит беседу девушек. Здесь же они находят потерянную картину, которую Удаяна считает очаровательной. К этому времени подруги возвращаются и подслушивают разговор царя с шутом о его заинтересованности девушкой на картине. После чего Сусангата осуществляет план знакомства Удаяны и Сагарики, и они признаются друг другу в любви. Когда Сагарика уходит, картину видит подошедшая Васавадатта (первая жена Удаяны). Объяснения шута Васантаки о случайном портретном сходстве, её не убеждают, и царица решает устроить слежку за мужем и Сагарикой.
В третьем акте драмы, шут и Сусангата планируют встречу Удаяны и Сагарики. Сагарика маскируется под Васавадатту, а Сусангата под её горничную. Извещённый об этом Удаяна ожидает в условленном месте. Но реальная Васавадатта, узнав об этом плане, также отправляется на встречу и приходит к Удаяне первой. Приняв её за переодетую Сагарику, царь раскрывает перед Васавадаттой свои истинные чувства, Васавадатта в ярости упрекает его и уходит. Узнав, что их план сорван, Сагарика решает покончить жизнь самоубийством и связывает верёвочную петлю на шее. Между тем Удаяна лихорадочно ищет ревнивую Васавадатту и находит Сагарику, которую на этот раз принимает за настоящую Васавадатту. В то же время, остывшая от гнева Васавадатта, желающая примириться с мужем, находит его, обнимающим соперницу. Она крайне оскорблена и по своей воле тайно помещает Сагарику под стражу.
В четвёртом акте драмы, никто из «заговорщиков» не знает, куда пропала Сагарика. Внезапно разносится весть о возгорании здания царского гарема. Оказалось, что Сагарика заперта там, и Васавадатта сокрушается, что станет причиной её гибели. Она умоляет мужа бежать скорее на помощь. Удаяна благополучно выходит из горящего здания вместе с Сагарикой. Позже выясняется, что этот пожар являлся всего лишь трюком мага, который давал в зале царского дворца представление с показом иллюзорных фигур богов Шивы, Вишну, Брахмы и Индры и прочих популярных культовых персонажей. В этот напряжённый момент, послы с Ланки, Бабхравья и Васубхути, к изумлению всех окружающих, признают в спасённой Сагарике свою царевну из Симхалы. Появляется хитроумный первый министр Яугандхараяна, который раскрывает присутствующим неслучайность происходящего: кораблекрушение было подстроено им, как и анонимность Сагарики-Ратнавали, а возникшее взаимное влечение Сагарики и Удаяны — желанный плод его замысла — связать любовью царевну Ланки и царя ватсов, чтобы обеспечить прочный фундамент для исполнения пророчества мудрецов, которое гласит, что женившийся на Ратнавали получит власть над всем миром.

## Происхождение и анализ сюжета
Легенда о Удаяне найдена в литературе и джайнизма и буддизма, кроме того имеется в «Ката-Саритсагара», «Брихат-катха-манджари» и «Брихат-катха-локасанграха». Легенда джайнов записана не ранее XII столетия, в то время как буддийская — приблизительно в IV веке.
Многие знаменитые поэты древней Индии, которые творили до эпохи правления Харши, ссылались на любовь Удаяны и Васавадатты и упоминали преданность Яугандхараяны своему господину. Это показывает, насколько популярна была история Удаяны ещё в Древней Индии. Калидаса упомянул Удаяну в поэме Мегхадута. Шудрака ссылается в своей пьесе «Глиняная повозка» («Мричакатика») на преданность министра Яугандхараяны Удаяне. Бхаса живописал сюжет легенды в двух своих комедиях «Пригрезившаяся Васавадатта» и «Обет Яугандхараяны».
Не исключено, что Харша взял основу истории об Удаяне либо из буддийской литературы или воспользовался ранней версией сказочного эпоса «Брихат-катха» и драматизировал её по-своему. Хотя сюжет не совсем выдуманный, следует признать, что обработка его Харшей весьма оригинальна, и что постановка в целом производит глубокое впечатление.